# Сембаев, Абдыхамит Ибнеевич
Абдыхамит Ибнеевич Сембаев (каз. Әбдіхамит Ібінияұлы Сембаев; 1 января 1905, аул Карабулак — 14 июня 1989, Алма-Ата) — педагог, комиссар народного просвещения и министр просвещения КазССР с 1941 по 1955 год. Член ВКП(б) с 1927 года, член ЦК КПСС, депутат Верховного Совета СССР (1946—58 гг.). Профессор, член-корреспондент Академии педагогических наук СССР при Министерстве просвещения СССР.

## Биография
Родился 1 января 1905 года в ауле Карабулак (Акчатавская волость Каркаралинского уезда Семипалатинской области). Происходит из подрода Керней рода Каракесек племени Аргын. Вырос в семье лесного сторожа, в 1925 году потерял отца и как старший сын в семье помогал матери, сестрам и братьям, особенно в голодные годы. Главным стремлением молодого А. И. Сембаева было поднять уровень образования не только своего собственного, но и своих соотечественников, поэтому своим призванием он выбрал педагогику.

## Образование
В 1925 году окончил Каркаралинский педагогический техникум, педагогическую деятельность начал с 1926 г. учителем начальной школы в г.Каркаралинске (каз. Қарқаралы). В 1932 году окончил химический факультет «Казахского государственного университета» в составе первого выпуска (ныне Казахский национальный педагогический университет имени Абая — КазПИ им. Абая).

## Карьера
После окончания института в 1932 году А. И. Сембаев остался в Алматы, работал в наркомате просвещения Казахской ССР методистом, затем инспектором управления школ.
- С 1940—1941 года — работал преподавателем, затем ректором Казахского сельскохозяйственного института (КазСХИ), начал работу над кандидатской диссертацией в области химии.
- В 1941 г. в начальный период Великой Отечественной войны был призван на фронт, служил в составе подразделения химической защиты.
- С декабря 1941 по 1955 год — комиссар народного просвещения КазССР, позже министр просвещения Казахской ССР.
- В 1954 г. защитил кандидатскую диссертацию на тему «Казахская советская школа от Великого Октября до начального обучения всеобуча (1917—1950)».
- С 1955 по 1963 гг. — проректор по учебной работе, заведующий кафедрой педагогики и психологии Казахского государственного университета им. С. М. Кирова.
- С 1963 г. по 1974 год— директор Научно-исследовательского института педагогических наук им. Ибрая Алтынсарина при Министерстве просвещения Казахской ССР.
- В 1965 г. по совокупности работ ему была присуждается ученая степень доктора педагогических наук.
- С 1967 г. — профессор, член-корреспондент Академии педагогических наук СССР.
- С 1974 г. — старший научный сотрудник НИИ педагогических наук им. И. Алтынсарина.

Абдыхамит Ибнеевич Сембаев был трижды депутатом Верховного Совета Союза ССР, избирался в Верховный Совет Казахской ССР, был членом ЦК КП Казахстана.

## Научная деятельность
Основное направление научных исследований А. И. Сембаева — проблемы исторического развития народного образования и становления методов обучения и дидактических подходов в национальных школах Казахстана с середины XIX века до второй половины двадцатого столетия. А. И. Сембаев исследовал историю развития не только казахской, но и казахско-уйгурской и русско-казахской школы. Руководил разработкой научных основ теории и практики школьного дела в республике. Подготовил 15 кандидатов наук в области педагогики.
Несмотря на трудности идеологического порядка А. И. Сембаев на позиции министра, позднее — ведущего педагога республики по мере возможностей поддерживал образование на казахском языке, инициировал создание оригинальных учебников и пособий на казахском языке. Автор более 80 научных работ, в том числе нескольких монографий.

## Репрессии
В период сталинских репрессий 1937—1938 лет Абдыхамит Ибнеевич Сембаев был по ложному доносу обвинен в сокрытии социального происхождения и связях с врагами народа, был лишен всех должностей, исключен из партии. Он и его жена Маги Махмудовна потеряли работу, с двумя маленькими сыновьями были выселены из квартиры и фактически оказались на улице, перебираясь из одного случайного жилья в другое. В это время Маги Махмудовна была беременна, ждала рождение дочерей близнецов. После рождения дочерей в марте 1938 года младшую дочь Раузу семья была вынуждена послать на воспитание к родителям Маги Махмудовны в Акмолинск. В 1938 году после разбора дела Сембаева в горкоме партии его восстановили в партии и в должности.
В начале 50-х годов началась кампания против национализма. Сталин на XII съезде РКП(б) в 1923 году провозгласил: «Решительная борьба с пережитками великорусского шовинизма является первой очередной задачей нашей партии». Но со временем, борьба с пережитками великодержавного шовинизма уступила требованиям строительства сверхцентрализованного государства и снижения влияния национальных правительств в союзных республиках СССР. Усилилась борьба против национальной интеллигенции, русский язык постепенно стал единым языком делопроизводства, центральное правительство в Москве требовало ускорить русификацию образовательного процесса в Казахстане. Преследования Абдыхамита Ибнеевича Сембаева начались после того, как по его распоряжению произведения казахских авторов и акынов XIX века были включены в учебники казахской литературы для средних школ. Министр просвещения на заседании Бюро ЦК КП Казахстана получил строгий выговор с занесением в партийную карточку за «националистические ошибки», допущенные в учебниках казахской литературы для средней школы. В то время Первым секретарем ЦК КП Казахстана был Жумабай Шаяхметович Шаяхметов, который высоко ценил талант и заслуги Сембаева в организации системы народного образования в КазССР, его принципиальность, работоспособность, способность руководить людьми и поддержал своего министра образования по партийной линии в трудное для него время.

## Государственные награды СССР
- Орден Ленина
- Орден Трудового Красного Знамени
- Орден «Знак Почёта»
- другие награды.

## Семья
Жена — Маги Махмудовна Сембаева.
Дети:
- старший сын Даурен Хамитович Сембаев (3.10.1933—4.12.2015), известный ученый химик в области окислительного катализа, доктор химических наук, профессор, член-корреспондент Национальной академии наук Республики Казахстан, долгое время заведующий лабораторией нефтехимического синтеза Института химических наук имени А.Бектурова
  - внучка:
    - Айдана Дауреновна Сембаева, врач-педиатр
- младший сын Даулет Хамитович Сембаев, (10.08.1935-15.11.2021) — казахский металлург и финансист, политический деятель, с октября 1991 г. заместитель Премьер-министра РК и первый заместитель Премьер-министра РК, с 20.12.1993 г. по 10.01.1996 г. — председатель Национального банка РК
  - внуки:
    - Данияр Даулетович Сембаев
    - Бахтияр Даулетович Сембаев
- дочь Сауле Абдыхамитовна Сембаева

внук
Берик Кайратович Баишев
- дочь Рауза Абдыхамитовна Сембаева (близнецы).
  - внучка:
    - Джамиля Алмасовна Стехликова/Стегликова

  - внук:
    - Искандер Юлаевич Аминов

## Публикации
Является автором более 80 научных работ, в том числе нескольких монографий — историко-педагогических книг по истории образования в Казахстане:
- «История развития сов. школы в Казахстане» (1962)
- «Очерки по истории школ Казахстана (1901—1917 гг.)» (1972; совм. с Г. М. Храпченковым)

## Комментарии
1. ↑  Ныне — Шетский район Карагандинской области Казахстана.